# HD 89263
HD 89263，又名CP-59 2008，SAO 237853、HR 4043，是一颗恒星，视星等为6.22，位于銀經284.58，銀緯-2.69，其B1900.0坐标为赤經10h 12m 37.9s，赤緯-59° -2.69′ 18″。